# William Tecumseh Sherman
Generál William Tecumseh Sherman (8. února 1820 – 14. února 1891) patřil k nejvýznamnějším velitelům vojsk Severu v americké občanské válce. Zpočátku velel divizi, později armádě.
V letech 1869–1883 byl vrchním velitelem armády Spojených států. Byl po něm pojmenován americký tank M4 Sherman a nejstarší, nejmohutnější a zároveň největší sekvojový strom v kalifornském sequoiském Národním parku (Sequoia National Park).

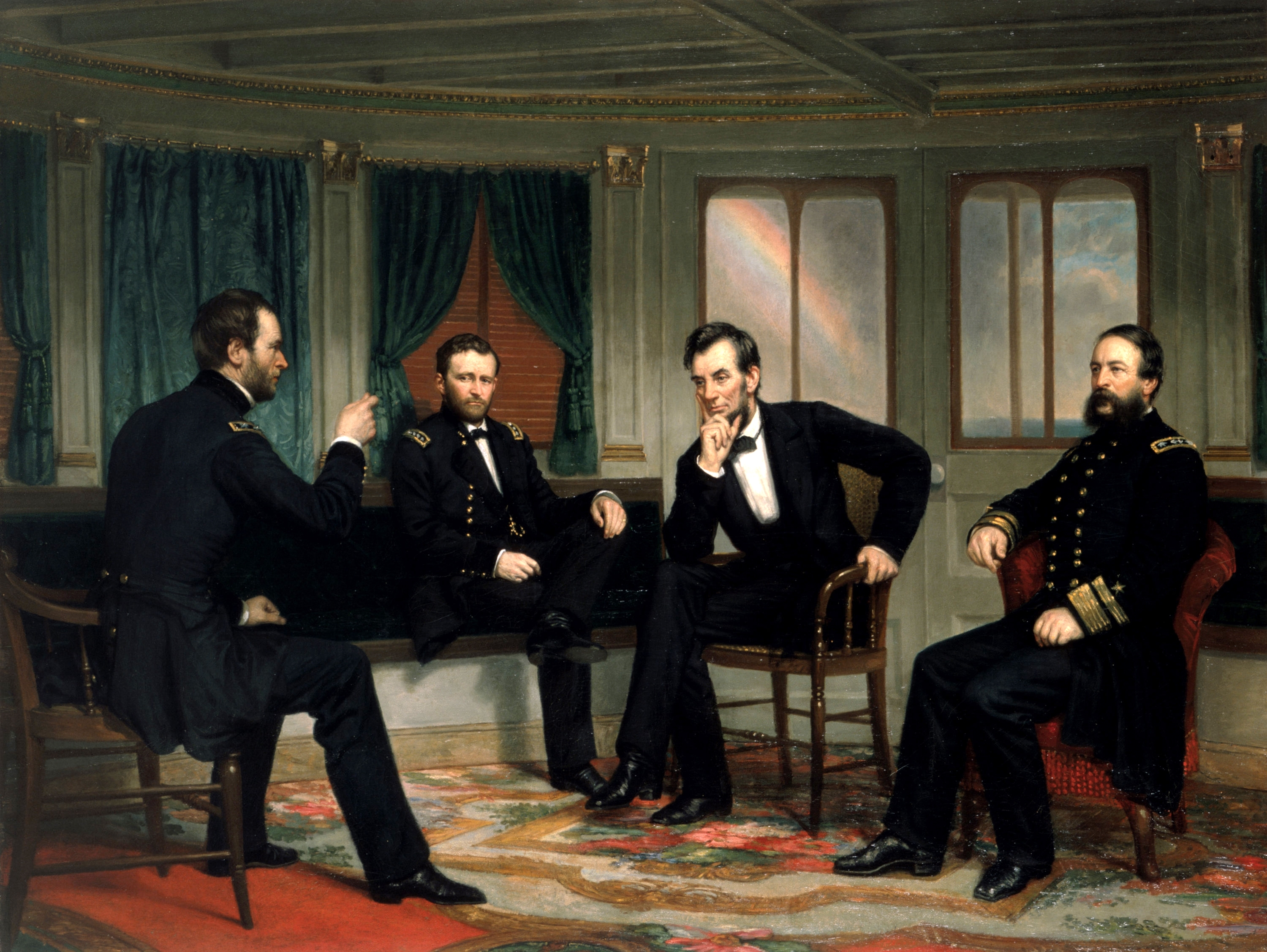
Obraz Mírotvorci (The Peacemakers) ze schůzky Shermana, Granta, Lincolna a Portera z 27. a 28. března, 1865.

## Spolupráce s fotografem
George N. Barnard (1819-1902) byl americký fotograf známý především svými snímky z americké občanské války. Po vypuknutí války byl Barnard posílán fotografovat na různá místa ve Virginii a okolí města Washingtonu. Obzvláště se zvýšila poptávka po portrétech vojáků, dokumentoval mnoho významných bitev a míst, spolupracoval s Timothy H. O'Sullivanem, Alexandrem Gardnerem a dalšími asistenty slavného fotografa Mathew Bradyho. V roce 1864 spolu s generálem Williamem Tecumsehem Shermanem dokumentoval bitvu za Atlantu a následný pochod k moři. Výsledné snímky publikoval v roce 1866 ve své knize Photographic Views of the Sherman Campaign.